# Climate Research
Climate Research est une revue scientifique à comité de lecture spécialisée en climatologie. Elle a été créée en 1990 par Otto Kinne (en) et est publiée par Inter-Research.

## Controverse
En 2003, à la suite de la publication d'un article très controversé, la revue a été l'objet d'une polémique atteignant les médias grand public et menant à la démission de cinq des dix membres du comité d'édition, dont l'éditeur en chef Hans von Storch (en).
L'article en question, écrit par les astrophysiciens Willie Soon et Sallie Baliunas, a été publié en janvier 2003. Il passe en revue 240 articles antérieurs couvrant les données climatologiques du dernier millénaire. La controverse a porté sur certaines conclusions de l'article, sur la qualité de l'article elle-même, sur le processus d'évaluation par les pairs dont il a fait l'objet et sur le financement de l'étude.

### Conclusions de l'article et répercussions politiques
L'article conclut notamment :

« Dans le monde entier, de nombreuses mesures révèlent que le XXe siècle n'est probablement pas le plus chaud ni une période climatique extrême unique pour le dernier millénaire. »

« Globablement, le XXe siècle ne contient pas l'anomalie la plus chaude du dernier millénaire dans la plupart des mesures proxy, qui ont été prises dans le monde entier. Les précédents chercheurs insinuaient qu'un réchauffement inhabituel au XXe siècle impliquait un impact humain global. Cependant, les indicateurs montrent que le XXe siècle n'est pas inhabituellement chaud ou extrême. »

Cet article a eu des répercussions politiques et médiatiques importantes à la suite, selon l'une des démissionnaires du comité d'édition (cf plus bas), d'un communiqué de presse des auteurs. En particulier, l'administration Bush aurait tenté d'inclure des références à cet article dans un rapport de l'Agence de protection de l'environnement des États-Unis sur l'état de l'environnement, et le sénateur républicain de l'Oklahoma, James Inhofe, a appelé le Sénat américain à débattre des implications de cet article, fin juillet 2003.

### Critiques de l'article
Après la publication de l'article, les climatologues les plus réputés auraient été inondés de sollicitations par des journalistes, et les membres du comité d'édition de Climate Research de critiques de la part de la communauté des climatologues et paléoclimatologues. L'article de Soon & Baliunas a fait l'objet d'une réfutation étendue par treize climatologues en juillet 2003. En particulier, il est reproché à Soon & Baliunas de ne pas utiliser correctement les données proxy, de confondre les variations de température locales et globales, et que le mode de calcul de la température de référence ne permet pas de déterminer une évolution fiable de la température sur le long terme (critiques dont on retrouve la trace dans les e-mails du CRU, cf. plus bas).
Les sources de financement des auteurs ont également fait l'objet de critiques, l'étude ayant été financée en partie par l'American Petroleum Institute. La NASA et l'US Air Force ont également accordé un financement aux auteurs, mais celui-ci aurait été destiné à une étude sur les variations solaires, et non sur les données climatiques dont traite l'article.

### Réaction des éditeurs
L'éditeur principal Otto Kinne, bien que considérant que l'évaluation par les pairs avait été effectuée correctement (aucun des pairs indépendants chargés d'évaluer l'article n'ayant recommandé un rejet de l'article), a déclaré dans un éditorial :

« Bien que ces affirmations puissent être vraies, les critiques ont pointé le fait qu'elles ne peuvent être déduites de manière convaincante des données présentées dans l'article. [Climate Research] aurait dû demander que le manuscrit soit révisé de manière appropriée avant la publication. »

D'autres articles antérieurs avaient été très critiqués, avec pour point commun le membre du comité d'édition responsable de la publication de l'article, Chris de Freitas (en). Cette situation est liée au fonctionnement interne de Climate Research jusqu'en 2003 : les membres du comité d'édition travaillaient de manière indépendante, et les auteurs pouvaient choisir le responsable du suivi de leur article. À la suite de la controverse liée à l'article de Soon & Baliunas, Otto Kinne nomma Hans von Storch éditeur en chef à partir d'août 2003, afin d'améliorer le processus de revue des articles. Cependant, certains membres du comité d'édition étant en désaccord avec les propositions d'Hans von Storch, celui-ci démissionna immédiatement de ses fonctions, suivi par quatre autres membres.
Von Storch a ensuite déclaré que les sceptiques de la thèse du réchauffement climatique avaient identifié Climate Research « comme un journal où certains éditeurs n'étaient pas aussi rigoureux qu'il est d'usage dans le processus de revue ».

### E-mails du CRU
Une partie des courriels publiés lors de la fuite d'e-mails du « Climategate » concernent des échanges entre les auteurs de la réponse à l'article de Soon & Baliunas (antérieurs à cette réponse). En particulier, un extrait de l'un des courriels en question (écrit par le climatologue Michael E. Mann) a été repris par les détracteurs des scientifiques du CRU (lire l'article « Incident des e-mails du Climatic Research Unit ») comme révélateur des pressions exercées contre les scientifiques et journaux publiant des articles contredisant la thèse de l'origine anthropique du réchauffement climatique :

« Je pense que nous ne devons plus considérer Climate Research comme un journal à évaluation par les pairs légitime. Peut-être devrions-nous encourager nos collègues de la communauté de la recherche climatique à ne plus soumettre ou citer de papiers de ce journal. »

Cet extrait est issu d'une discussion dans laquelle le climatologue Phil Jones fait part à ses collègues de sa lecture de l'article de Soon & Baliunas (pour lesquels le réchauffement climatique est lié à l'activité solaire), qu'il trouve mauvais et orienté. Il indique dans le premier courriel, daté du 10 ou 11 mars 2003 :

« Tim Osborn vient de tomber là-dessus. Probablement bon à ignorer, donc ne le laissez pas pourrir votre journée. Je ne l'ai pas encore regardé. Il résulte du fait que ce journal possède de nombreux éditeurs. Le responsable pour cet article est un sceptique bien connu en Nouvelle-Zélande. Il a laissé passer quelques articles de Michaels et Gray dans le passé. Je me suis disputé avec Hans von Storch à ce sujet, mais ça n'a abouti à rien. »

Jones développe sa lecture de l'article dans un second courriel, l'accusant de manipuler le lecteur par l'usage de questions orientées et par la redéfinition arbitraire des grandes périodes climatiques, et d'être inconsistant sur le plan scientifique :

« J'ai regardé rapidement le papier la nuit dernière et c'est affligeant — c'est le pire mot auquel je puisse penser aujourd'hui sans que le piment de mon humeur ne transparaîsse dans ce courriel ! […] Étant donné que peu d'entre nous seront à la réunion EGS/AGU,  à Nice, on devrait réfléchir à que faire ici. La formulation des questions au début du papier détermine leur réponse. Ils n'ont aucune idée de ce que fait le moyennage « multiproxy ». Avec leur logique, je pourrais soutenir que 1998 n'était pas l'année la plus chaude globalement, parce qu'elle n'était pas la plus chaude partout. Leur LIA étant en 1300-1900 et leur MWP en 800-1300, il n'apparaît (à ma première lecture rapide) aucune discussion de la synchronéité [sic] des périodes froide/chaude. Même avec les données instrumentales, les périodes de réchauffement au début et à la fin du XXe siècle ne sont significatives localement qu'entre 10-20 % des cadres de la grille. En écrivant ceci je deviens de plus en plus convaincu que nous devrions faire quelque chose — même si c'est juste pour expliquer une bonne fois pour toutes ce qu'on entend par LIA et MWP. Je pense que les sceptiques vont utiliser ce papier à leurs propres fins et ça va faire reculer la paléo plusieurs années en arrière si ça reste non attaqué. Je vais envoyer un courriel au journal pour leur dire que je ne veux plus rien avoir à faire avec eux jusqu'à ce qu'ils se débarrassent de cet éditeur malplaisant. Il y a une personne du CRU dans le comité d'édition, mais les papiers sont revus par l'éditeur assigné par Hans von Storch. »

Michael Mann répond dans un courriel daté du 11 mars 2003 en accusant la revue Climate Research d'avoir été infiltrée par les sceptiques, affirmant que l'article tel quel et d'autres articles publiés antérieurement n'auraient jamais pu satisfaire à un processus d'évaluation légitime, ce qui implique que cette revue ne devrait plus être considérée comme une revue à évaluation par les pairs :

« Le papier de Soon & Baliunas n'aurait pu passer aucun processus de revue par les pairs « légitime » nulle part. Cela ne laisse qu'une seule possibilité — que le processus d'évaluation par les pairs au sein de Climate Research a été infiltrée par quelques sceptiques dans le comité d'édition. Et il ne s'agit pas seulement de De Frietas, je pense malheureusement que ce groupe inclut également un membre de mon propre département… Les sceptiques semblent avoir préparé un « coup » à Climate Research (c'était un journal médiocre à la base, maintenant c'est un journal médiocre avec un « but » défini). […]
En fait, Mike McCracken m'a d'abord montré cet article, et lui et moi en avons discuté un peu. […] J'ai dit à Mike que je pensais que notre seul choix était d'ignorer ce papier. Ils ont déjà obtenu ce qu'ils voulaient — la gloire d'un papier revu par les pairs. Il n'y a plus rien qu'on puisse faire à ce propos désormais, mais la dernière chose que nous voudrions faire serait d'attirer l'attention sur ce papier, qui sera de toute façon ignoré par la communauté tout entière…
Il est clair que ces sceptiques avaient planifié leur coup, même en présence d'un nombre de gens raisonnables dans le comité d'édition (Whetton, Goodess, …). Je parie que Von Storch est en fait avec eux (franchement, c'est un personnage bizarre, et je ne suis pas sûr qu'il ne soit pas lui-même une sorte de sceptique), et sans Von Storch de leur côté, il leur aurait fallu une personnalité très influente promouvant leur nouvelle vision. Il y a eu plusieurs papiers par Pat Michaels qui, autant que le papier de Soon & Baliunas, n'auraient pas pu être publiés dans un journal réputé.
C'était le danger de toujours critiquer les sceptiques pour ne pas publier dans la « littérature à évaluation par les pairs ». Évidemment, ils ont trouvé une solution à ça — s'approprier un journal ! Alors qu'est-ce qu'on fait ? Je pense que nous ne devons plus considérer Climate Research comme un journal à évaluation par les pairs légitime. Peut-être devrions-nous encourager nos collègues de la communauté de la recherche climatique de ne plus soumettre ou citer de papiers de ce journal. Nous devrions également considérer ce que nous allons dire ou demander de nos collègues plus raisonnables qui siègent actuellement dans le comité d'édition… Qu'en pensez vous ? »